# Cathédrale de Pietrasanta
La cathédrale de Pietrasanta, dite San Martino, Duomo di Pietrasanta ou Collegiata di San Martino, est un édifice religieux construit à Pietrasanta en Toscane entre 1223 et 1453.

## Historique
La première mention de l'église San Martino date de 1223. Des travaux d'agrandissement sont entrepris en 1330. Le pape Urbain VI élève l'église au titre de collégiale. Un baptistère est ajouté. Il contient un font baptismal sculpté par Bunuccio Pardini.
La coupole est terminée en 1453 et reconstruite en 1820.
Le campanile attenant, d'une hauteur de 36 m, est construit au XVIe siècle par l'architecte et sculpteur Donato Benti.
En 1786, Léopold II du Saint-Empire supprime les fraternités religieuses et l'Oratoire de Sainte Jacynthe qui appartenait à l'ordre des Adoratrices perpétuelles du Saint-Sacrement devient le deuxième baptistère de la cathédrale. Il contient également un font baptismal sculpté par Donato Benti et Nicola Civitali et terminé en 1612 par Orazio Bergamini et Fabrizio Pelliccia.

## Description
La cathédrale, revêtue de marbre blanc, possède trois nefs sur un plan en forme de croix latine. Trois bas-reliefs sont sculptés dans les lunettes au-dessus des portes. Ils représentent la Crucifixion, la Déposition et la Résurrection. Sur la façade, on retrouve également des emblèmes sculptés de Pietrasanta, Gênes, Florence et du pape Léon X.
L'intérieur abrite plusieurs œuvres, en particulier la chaire hexagonale en marbre attribuée à Donato Benti. Dans la chapelle du Saint-Sacrement, un Christ en bois date du XIVe siècle. Dans celle de la Vierge du Soleil, patronne de Pietrasanta, un tableau représente la Vierge à l'Enfant, œuvre anonyme datant de 1424. Le tableau est recouvert en tout temps et n'est exposé que lors de commémorations des bienfaits accordés par la Vierge à la ville.
Les murs et la voûtes sont peints d'épisodes de la vie de Dieu et de la Vierge par Pietro Cavatorta.
Parmi les autres ouvrages d'importance figurent notamment :
- Ascension de Jésus, La Circoncision et un médaillon octogonal de Jacopo Vignali, 1650 ;
- Sainte Lucie et Saint Nicolas de Filippo Latini, 1651 ;
- Saint Blaise et Sainte Brigitte de Battista Degerini, 1662 ;
- Rencontre du Christ souffrant avec Véronique de Francesco Boschi, 1650 ;
- des ouvrages sculptés de Donato Benti, de Stagio Stagi, de Battista Stagi, d'Andrea Baratta, de Bonuccio Pardini, d'Orazio Bergamini, de Francesco Grandi, de Ferdinando Tacca, de Bastiano Bitozzi et de Marcello Tommasi ;
- Vierge du Rosaire de Matteo Rosselli, 1649 ;
- Saint Laurent et Sainte Catherine d'Alexandrie de Jacopo Chiavistelli, 1652 ;
- La Résurrection de Matteo Rosselli, 1647 ;
- Sainte Marie Madeleine et Saint Jacques d'Alessandro Cominetti, 1658 ;
- Outrage à la Vierge du Soleil de Battista Tempesti, 1797.

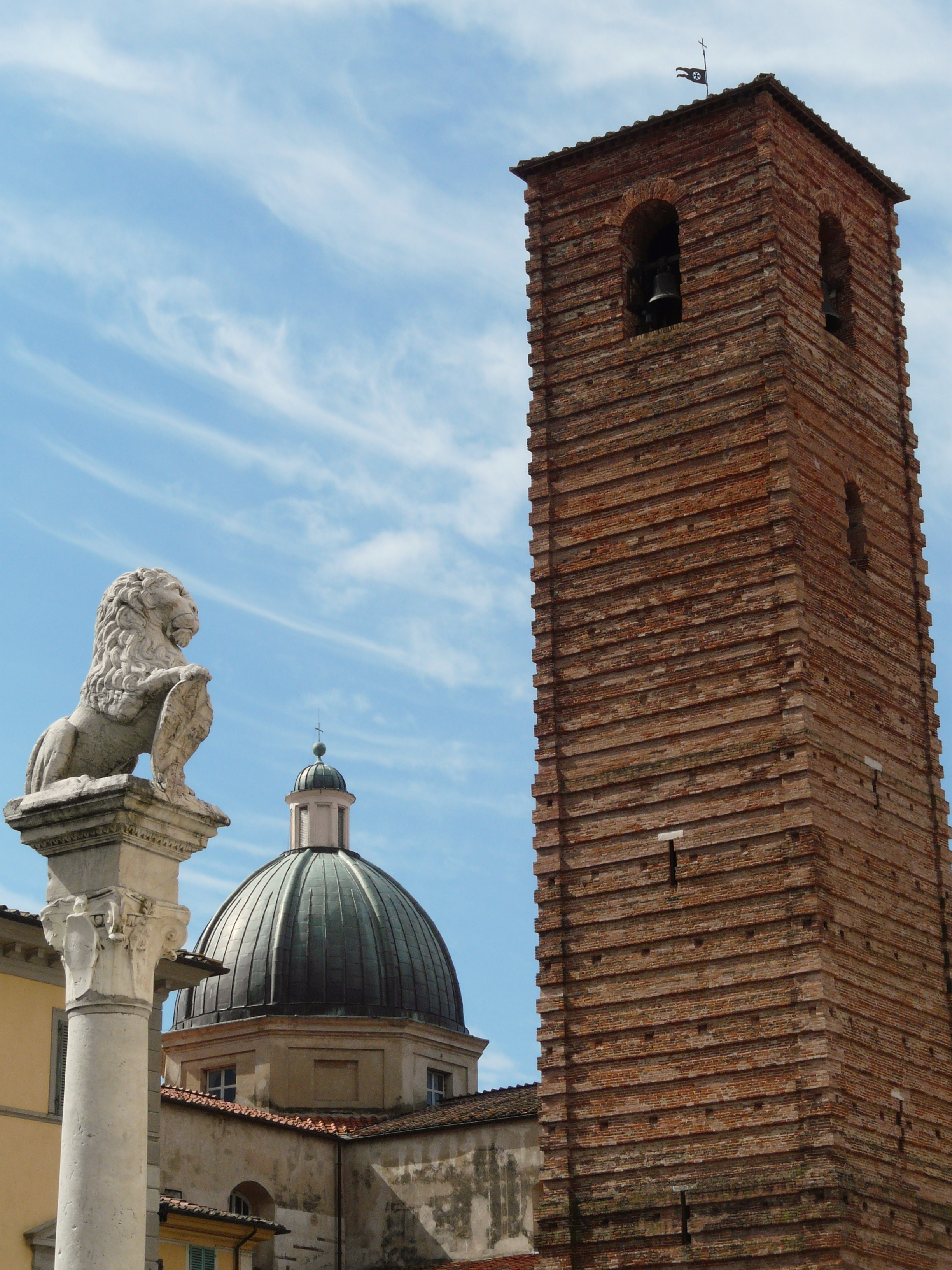
Coupole et campanile.
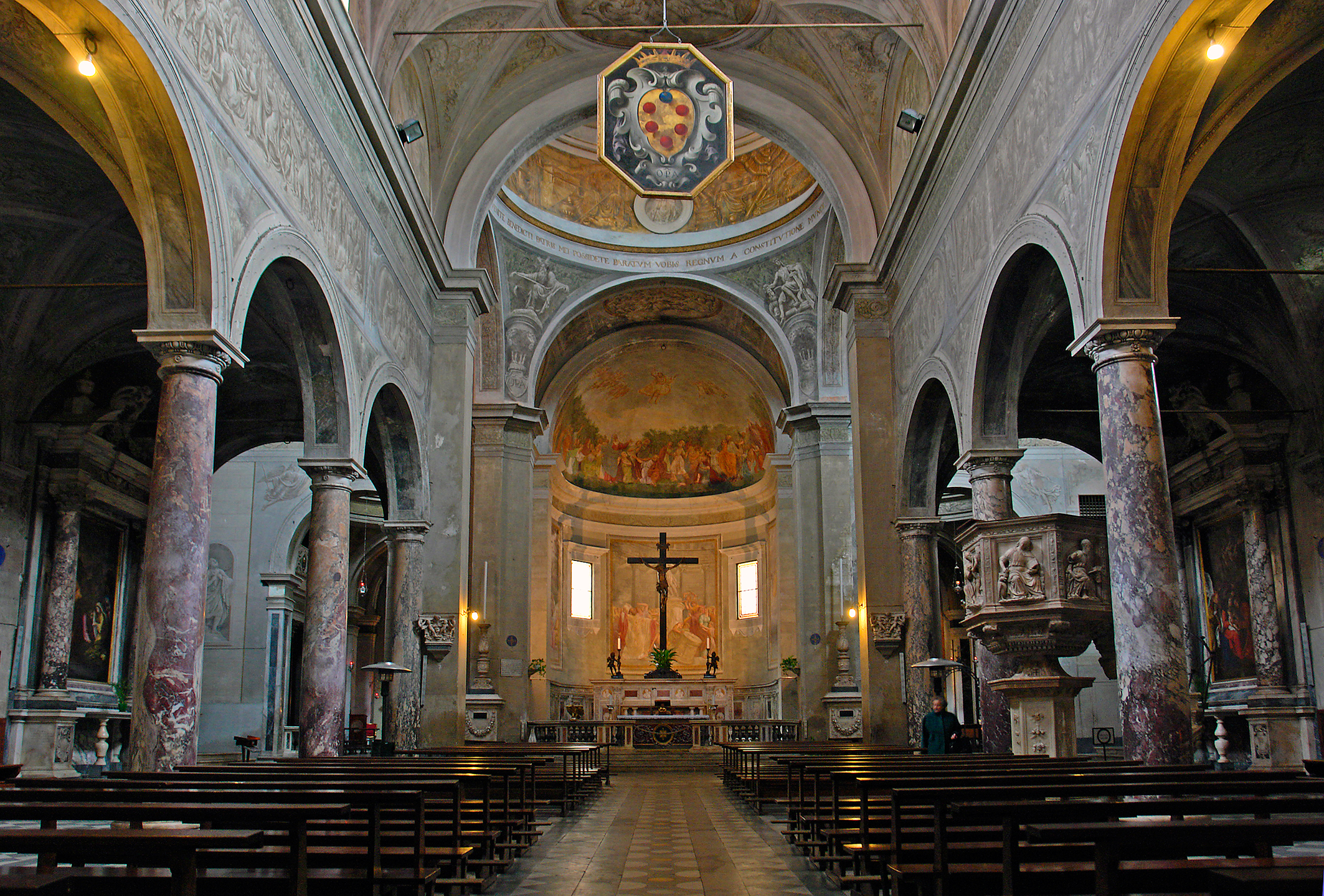
Nef centrale.
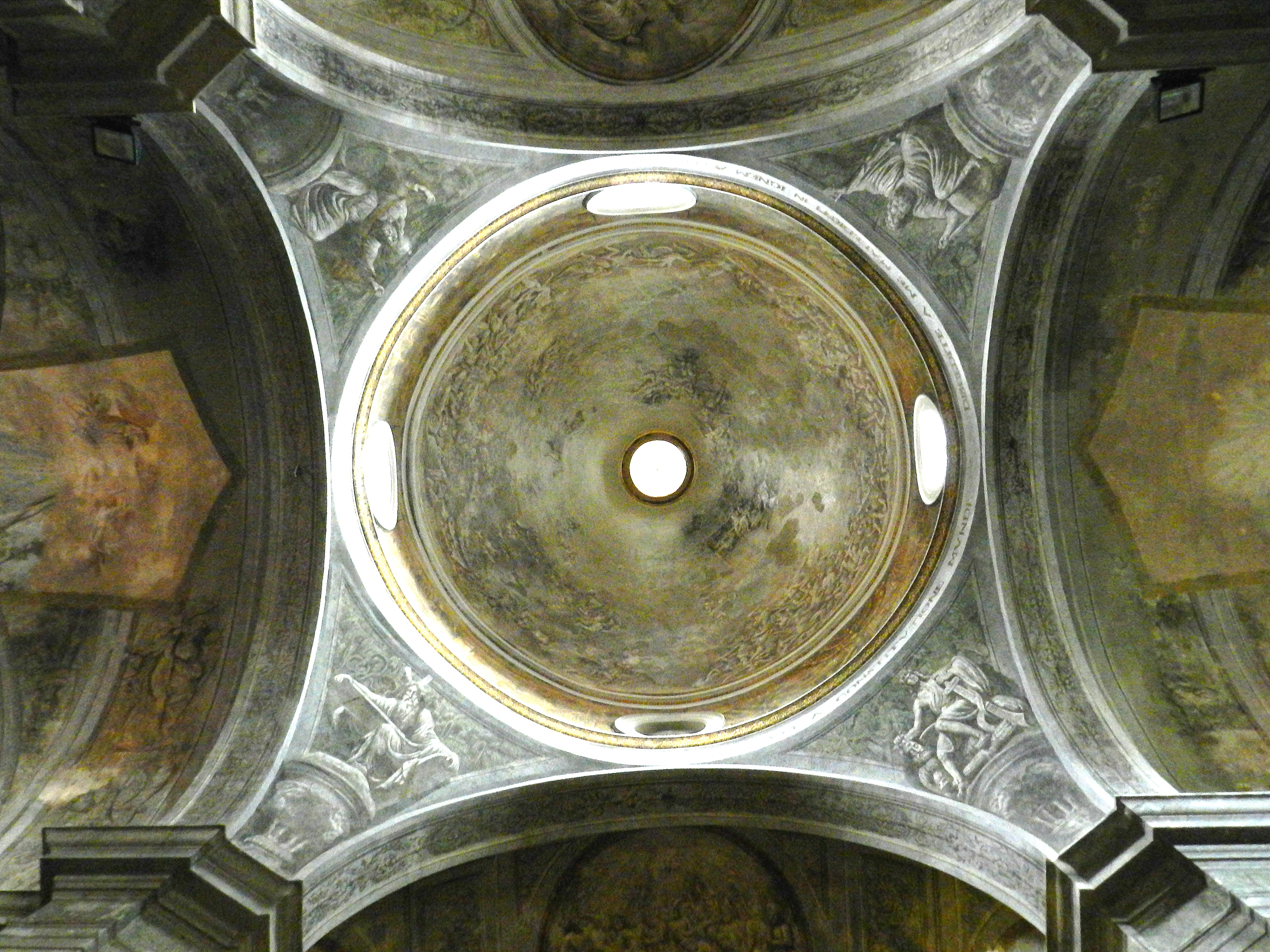
Dôme.
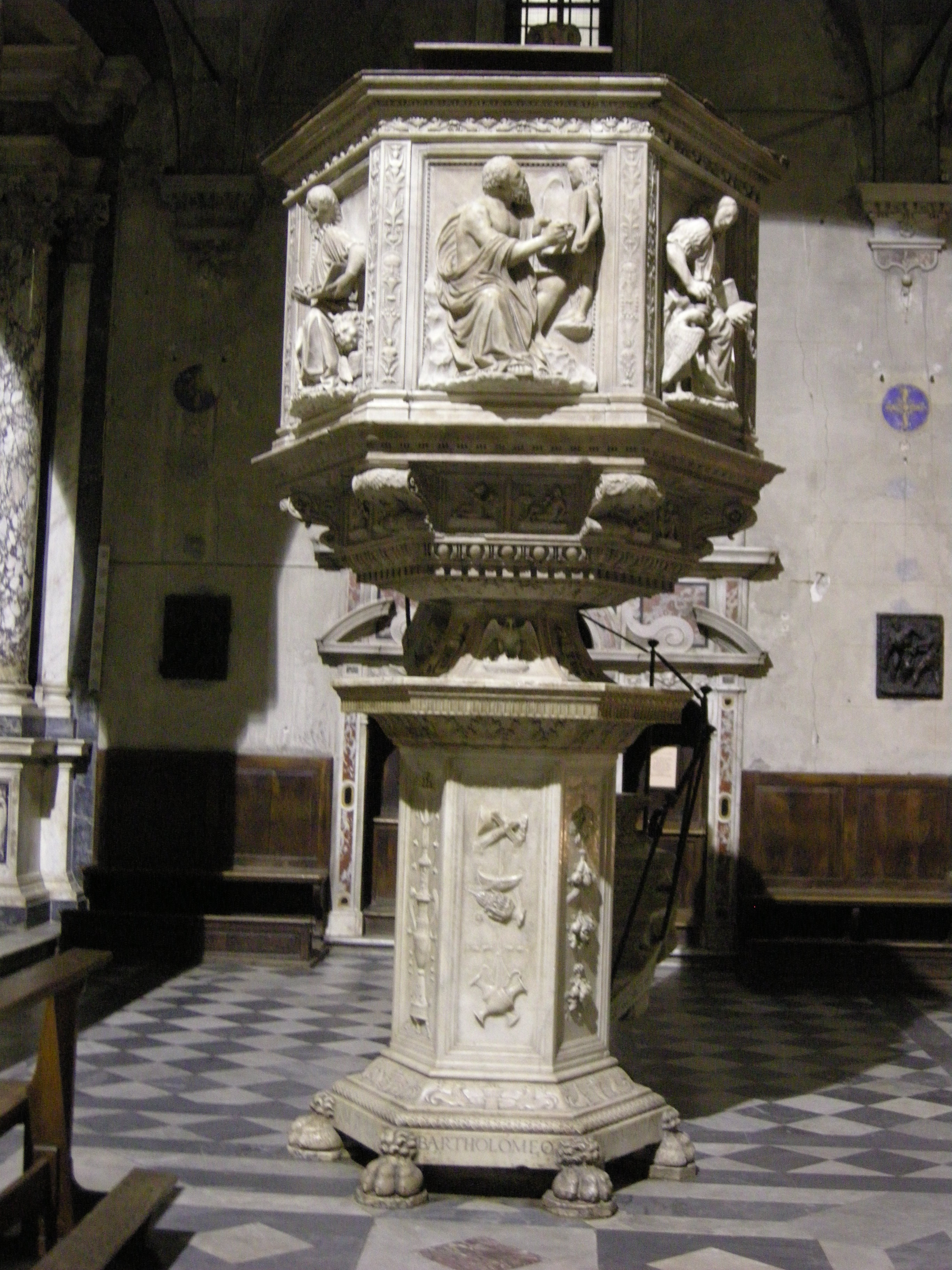
La chaire hexagonale.
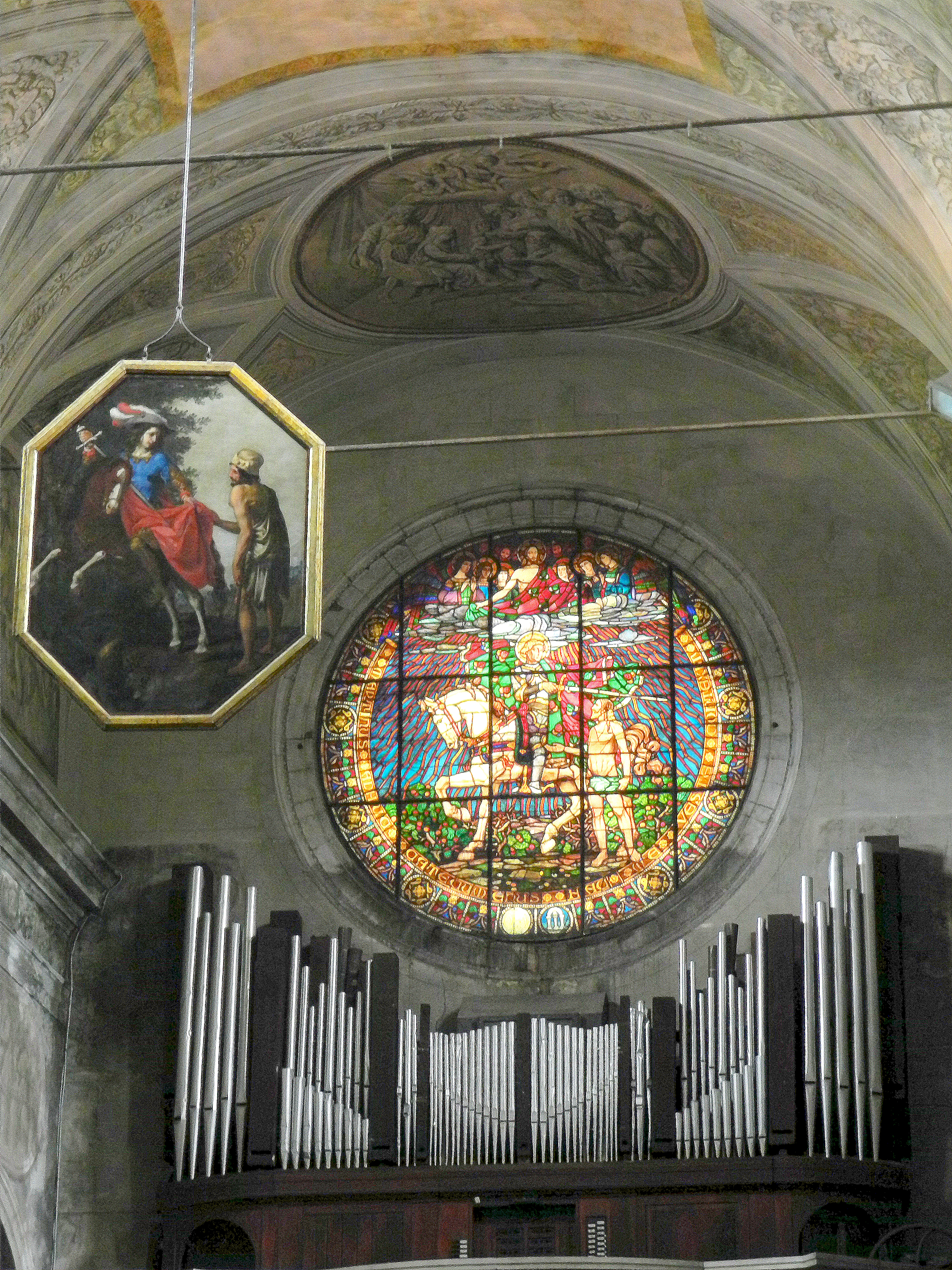
Arrière de la cathédrale.
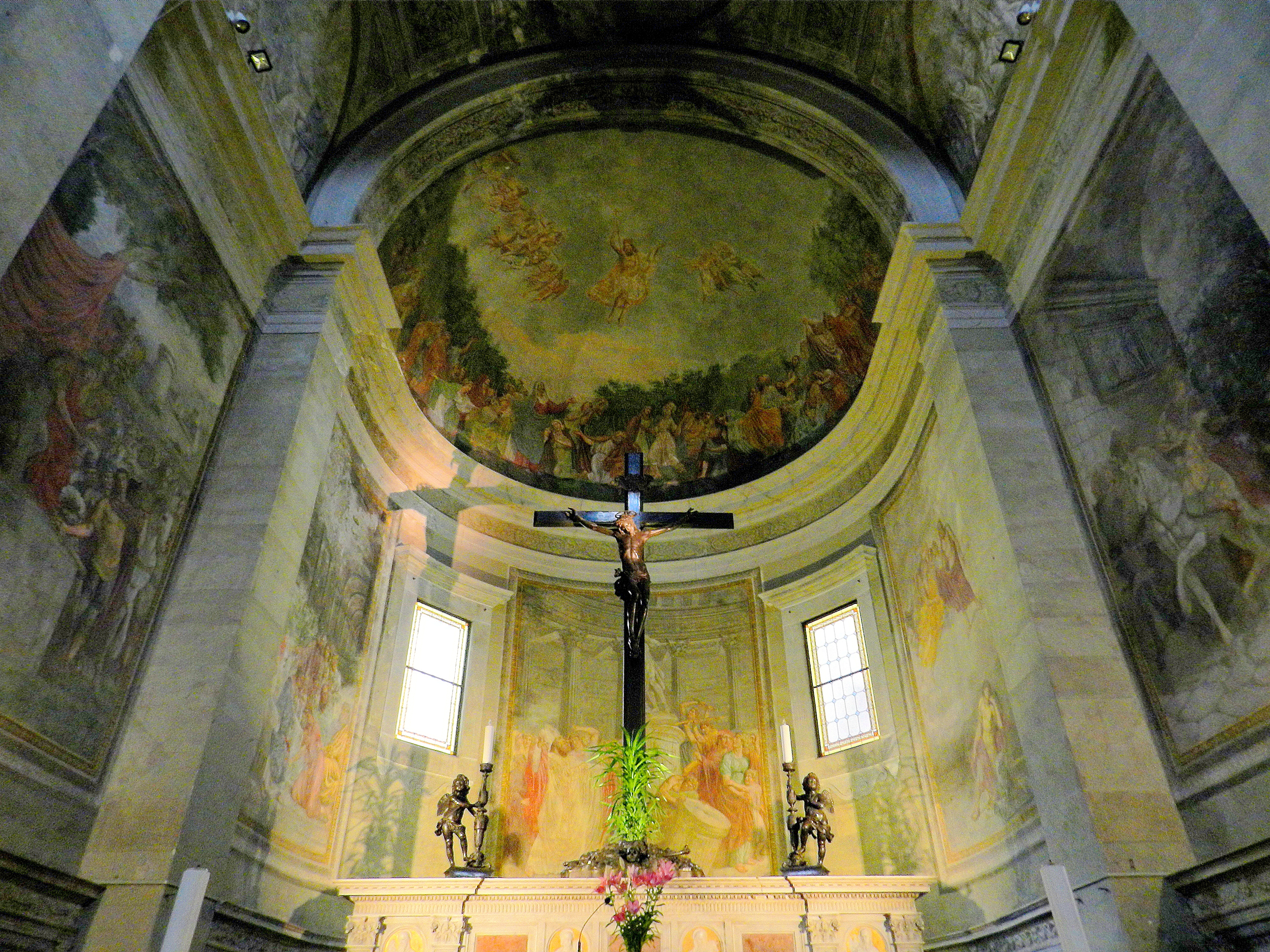
Chœur.
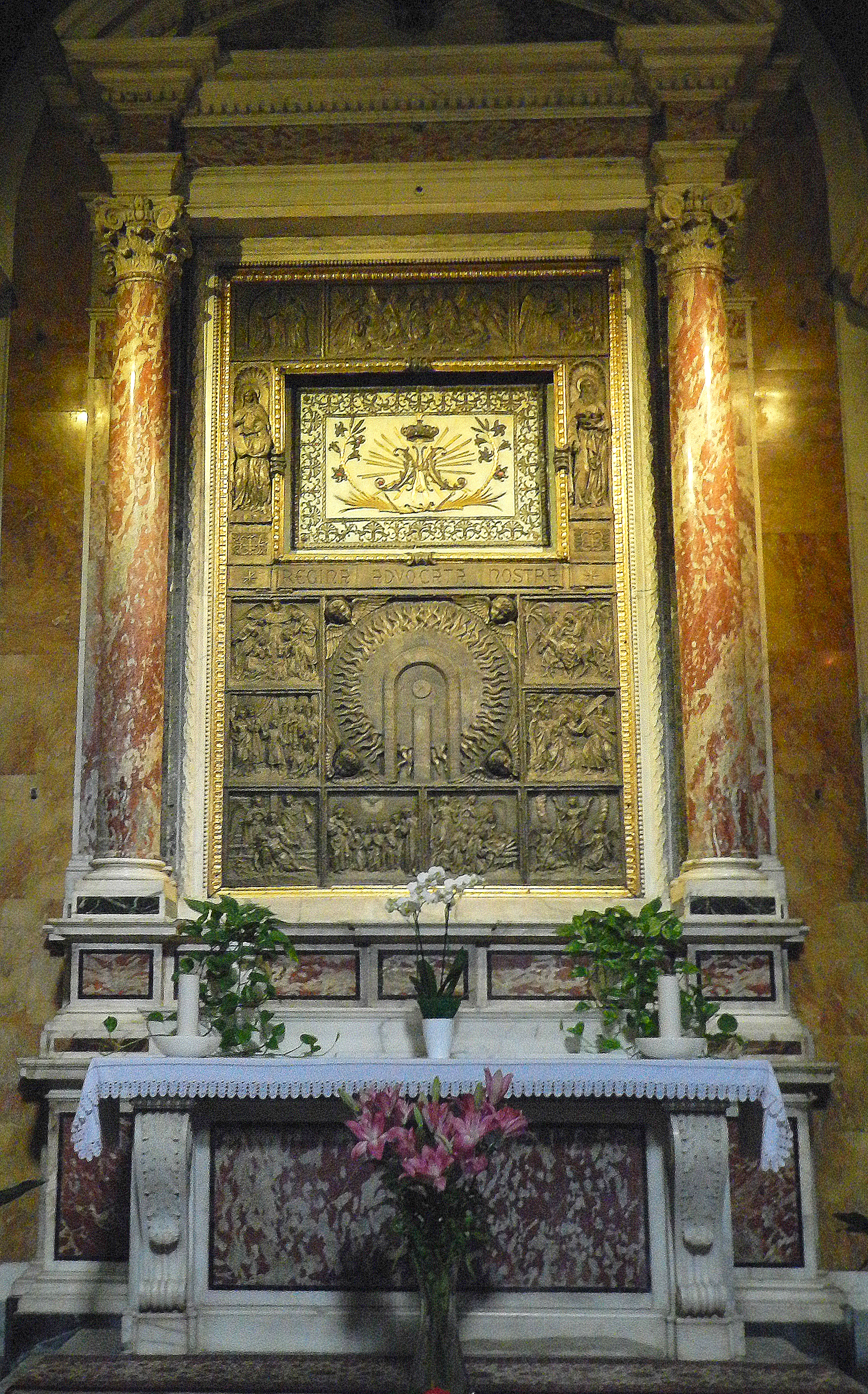
Autel de la chapelle de la Vierge du Soleil.
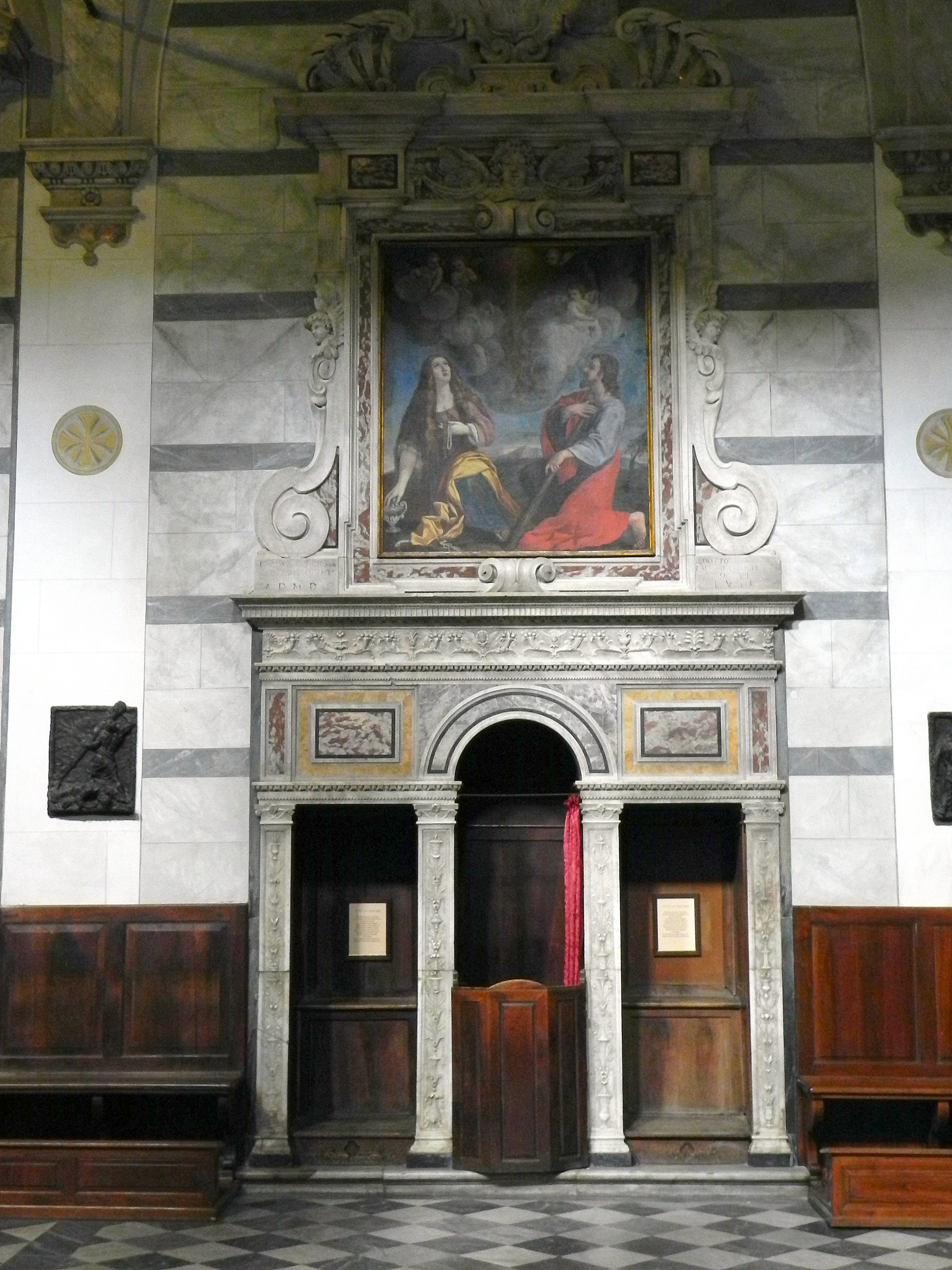
Confessionnal de Battista Stagi et tableau de Filipo Latini.
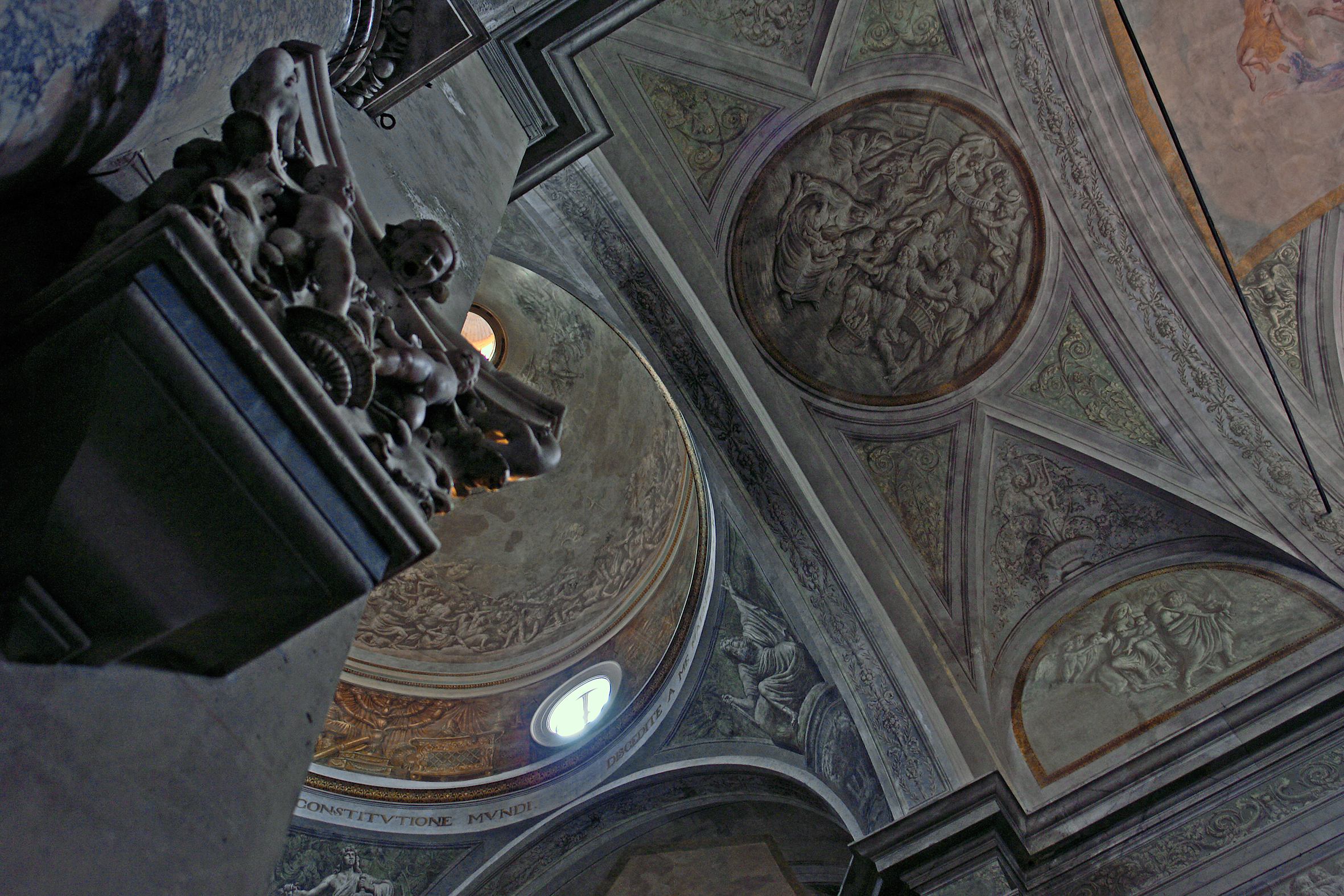
Détail d'un chapiteau et des fresques du plafond.